# Hong Sa-ik
 (mai 2025).
Le contenu est difficilement compréhensible vu les erreurs de traduction, qui sont peut-être dues à l'utilisation d'un logiciel de traduction automatique.
Hong Sa-ik (en coréen : 홍사익), né le 4 mars 1889 à Anseong (Corée) et mort le 26 septembre 1946 à Manille (Commonwealth des Philippines), également désigné sous la lecture japonaise de son nom, Kō Shiyoku (洪 思翊), fut un lieutenant-général de l’Armée impériale japonaise et le plus éminent officier coréen au service de l’empire du Japon à être inculpé de crimes de guerre en lien avec les agissements de ce dernier durant la Seconde Guerre mondiale.
Diplômé de l’Académie de l'Armée impériale japonaise, Hong se vit confier, durant les ultimes phases de la Seconde Guerre mondiale, le commandement des camps impériaux aux Philippines, où étaient détenus des prisonniers de guerre alliés, principalement américains et philippins. Une proportion notable des gardiens de ces camps était d’origine coréenne.
Hong fut tenu pour comptable de toutes les exactions perpétrées par les geôliers de l’armée impériale japonaise à l’encontre des captifs alliés aux Philippines. Condamné à la peine capitale, il est pendu en 1946.

## Biographie
Hong, issu de la lignée des Namyang Hong, nait en 1889 au sein d’une famille appartenant à la classe des yangban, dans la cité d’Anseong, dans la province de Gyeonggi, alors territoire du royaume de Joseon. Lors de l’année 1905, qui vit la conclusion du traité d’Eulsa, il fut reçu à l’académie militaire de l’Empire coréen. Toutefois, la suppression de ladite institution en 1909 entraîna son transfert à l’école préparatoire militaire centrale (陸軍中央幼年学校, Rikugun Chūō Yōnen Gakkō), située au Japon. Ce déplacement s’effectua sous les auspices de l’ancien souverain déposé, l’empereur Gojong, qui ordonna qu’il y fût envoyé en qualité d’élève entretenu par les subsides du gouvernement. Il y fut accompagné du prince héritier Yi Un, également confié à ladite institution.
Peu après, il est agréé à l’Académie de l’armée impériale japonaise. En ce temps-là, plusieurs étudiants issus de l’Empire coréen y étaient immatriculés. Toutefois, lors de l’annexion de la Corée par le Japon en 1910, une poignée d’entre eux se désistèrent de l’institution pour se joindre aux mouvements indépendantistes coréens. Néanmoins, la plupart emboîtèrent le pas à Ji Cheong-cheon, lequel soutenait qu’il leur fallait parfaire leur instruction et aiguiser leurs talents avant de s’engager dans la lutte. Quelques-uns, à l’instar de Hong, s’efforcèrent de se tenir à l’écart de ces factions rivales, se distanciant ainsi notablement de leurs condisciples.
En 1914, Hong sortit diplômé de la vingt-sixième promotion de l’Académie et fut élevé au grade de lieutenant dans l’armée impériale japonaise. En 1923, il acheva ses études au Army War College, couronnant ainsi sa formation militaire. Toutefois, en dépit de cette carrière officielle, il perpétua clandestinement son amitié avec Ji et d’autres militants de l’Armée de libération coréenne, farouches opposants à la domination japonaise. Plus encore, il subvint aux besoins de la famille de Ji sur ses propres deniers, un geste périlleux qui eût pu lui coûter sa position, voire sa liberté, si la moindre indiscrétion fût venue à éventer son double jeu.

## Gravir les échelons

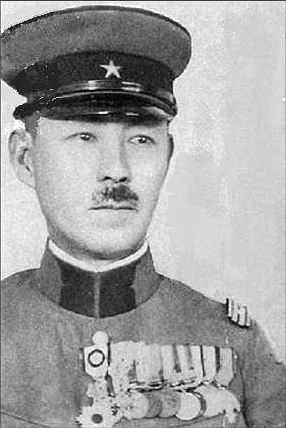
Hong en tant que major

Dans le cadre de l’application de la politique sōshi-kaimei, Hong fut soumis à une impérieuse injonction visant à substituer son patronyme coréen par un nom conforme aux exigences de l'occupant. Toutefois, il dédaigna cette contrainte, demeurant inébranlable dans sa résolution, et conserva, en définitive, son nom ancestral sans jamais se départir de son identité originelle.
Hong fit montre, en maintes occasions, de capacités martiales hors du commun, ce qui lui valut d’être élevé promptement dans la hiérarchie militaire, jusqu’à obtenir, en définitive, les épaulettes de lieutenant-général. Durant les années 1939 à 1940, il fut intégré au corps expéditionnaire japonais en Chine. Par la suite, de 1940 à 1941, on l’affecta à la 1re division de dépôt, avant qu’il ne fût nommé, en 1941, à la tête de la 108e brigade d’infanterie de l’Armée impériale, avec le rang de général de division.
En mars 1944, il se transporta aux Philippines, afin d’y assumer la conduite générale des établissements réservés aux captifs de guerre. Il y fut ultérieurement élevé au rang de lieutenant général au mois d’octobre de ladite année. Demeurant alors en ce territoire insulaire, il fut attaché à la quatorzième armée de zone, au sein de laquelle il exerça les fonctions de pourvoyeur principal, chargé des affaires de l’intendance et du ravitaillement, et ce jusqu’à la cessation effective des hostilités.

## Procès et exécution

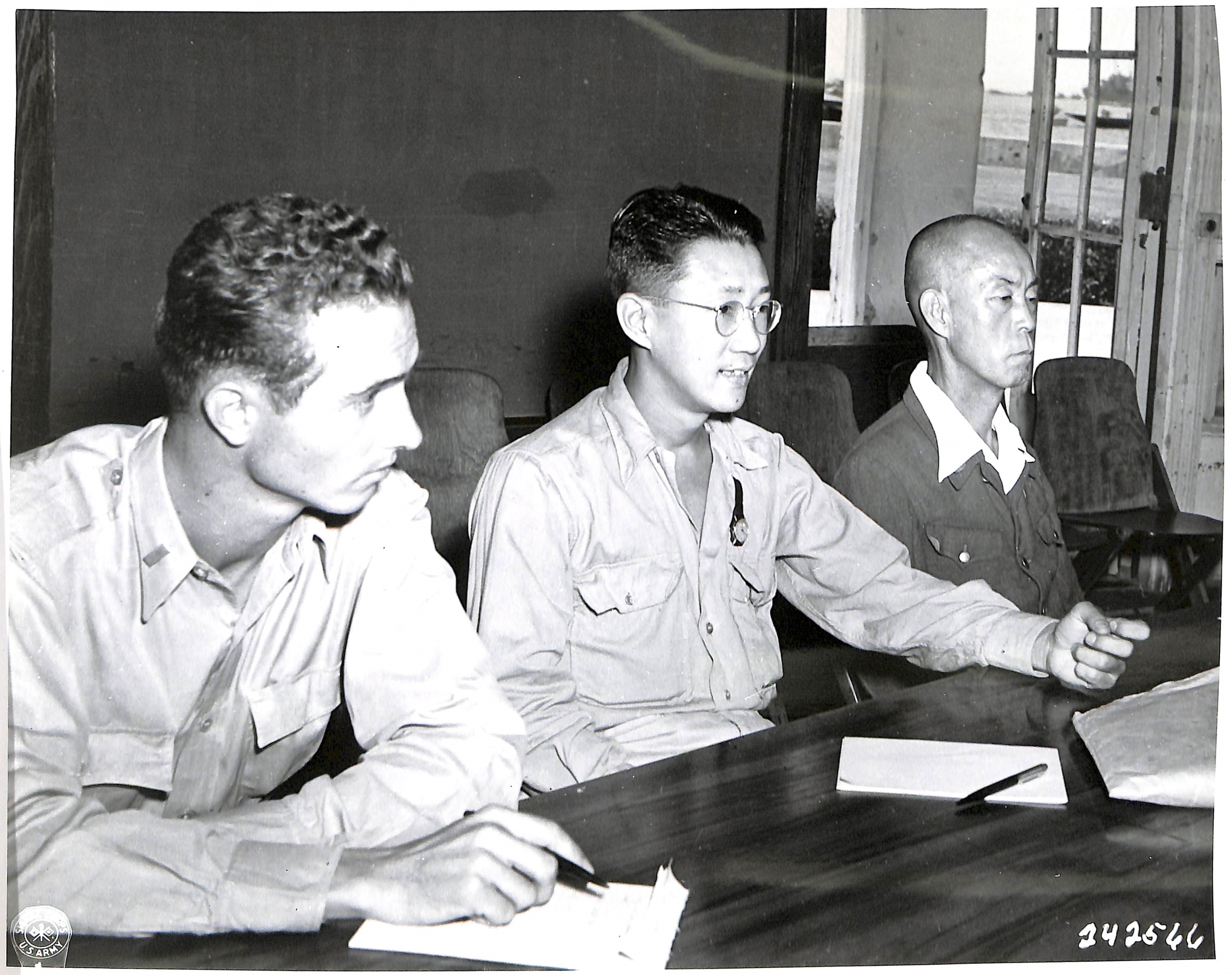
Hong (à droite) lors de son procès pour crimes de guerre en 1946

Après le conflit mondial, Hong comparut devant une cour martiale alliée à Manille, répondant des agissements de ses geôliers alors qu’il exerçait le commandement. Le tribunal manillais le déclara coupable de crimes de guerre et le condamna au supplice suprême le 18 avril 1946. Son exécution par pendaison intervint le 28 septembre de la même année. Durant sa captivité, Hong avait embrassé la foi chrétienne ; à l’heure ultime, il requit qu’un homme d’Église lui lût le Psaume 51 de la Bible,.

## Vie ultérieure
Après que la Corée eut recouvré son indépendance, la lignée des Hong devint l’objet de réprobations et de vexations de la part de diverses factions coréennes. Son fils aîné, Hong Guk-seon, après avoir obtenu son diplôme de l’université Waseda au Japon, occupa un emploi à la Banque de Chosen, avant que Syngman Rhee ne le destituât de ses fonctions par décret. Lui et sa mère, veuve du défunt Hong, se résolurent alors à s’exiler aux États-Unis.